# Шалгинова, Татьяна Фёдоровна
Шалгинова, Татьяна Федоровна – современный хакасский композитор и пианист, заслуженный деятель искусств Республики Хакасия, Народная артистка Республики Хакасия. Член Союза композиторов России , член Союза театральных деятелей Российской Федерации, член Общественного Совета Министерства культуры Республики Хакасия, член экспертной группы конкурса на соискание премий Министерства образования и науки Республики Хакасия и Хакасского республиканского общественного фонда поддержки одаренных детей.

## Биография
Родилась в Абакане, 4 февраля 1955 года. В семье любили музыку, часто к ним в гости приходил  знаменитый сказитель-хайджи Семен Прокопьевич Кадышев. Мама Татьяны – Кокова (Спирина) Олимпиада Николаевна, играла на гитаре, балалайке, хорошо пела. Дед по матери, Николай Афанасьевич Спирин, был командиром отряда ЧОН (части особого назначения для борьбы с белобандитами), первым начальником милиции Хакасского уезда , награжден орденом Красной Звезды. По воспоминаниям семьи был музыкально-одаренным человеком, сочинял тахпахи, являлся прототипом Акуна – героя пьесы «Акун» Михаила Кокова, основоположника хакасской драматургии. Отец – Фёдор Дмитриевич Шалгинов, участник Великой Отечественной войны, участник битвы на Курской дуге, форсировал Днепр, дошел до Берлина, освобождал Чехословакию, Венгрию. Имел много медалей и орденов . Любил музыку. С фронта привез домой военный песенник, который носил всю войну в гимнастёрке. Его мама (Конгарова Александра Константиновна) играла на чатхане и рассказывала сказания .

Училась в Средней общеобразовательной школе № 1 г. Абакана с 1962 по 1971 годы. Обучалась в Абаканской детской музыкальной школе по классу фортепиано.
"Меня с детства привлекала Тайна звука, черно-белые клавиши фортепиано… У меня было такое страстное желание играть на нём, что я самостоятельно нарисовала карандашом клавиатуру на картонках, сшила эти картонки нитками, играла на «немой клавиатуре» и пела песенки." 
С 1971 по 1975 г. была студенткой фортепианного отделения Абаканского музыкального училища и окончила его с отличием (училась в классе В.В. Глаголева), была участницей ансамбля песни и танца «Жарки».
С 1975 – 1981 г. обучалась на фортепианном факультете Ленинградской государственной консерватории им. Н.А. Римского-Корсакова (в классе Григория Соколова). По окончании консерватории с 1981 по 1991 год преподавала специальное фортепиано в Абаканском музыкальном училище, одновременно вела концертную деятельность.
С 1991 года по настоящее время является заведующей музыкальной частью Хакасского национального драматического театра им. А.М. Топанова.
Произведения Татьяны Шалгиновой рассказывают о Хакасии, её древней истории, обычаях хакасского народа и её природе. Коллекция произведений композитора разнообразна: в ней более 100 пьес для фортепиано, скрипки, флейты, кларнета и других инструментов симфонического оркестра, около 30 пьес для хакасских народных инструментов – хомыса, ыыха, хобыраха, более 50 песен для детей и юношества. Особое место в её творчестве занимает музыка к театральным постановкам: она написала музыку к 52 спектаклям по пьесам хакасских, русских и зарубежных авторов.

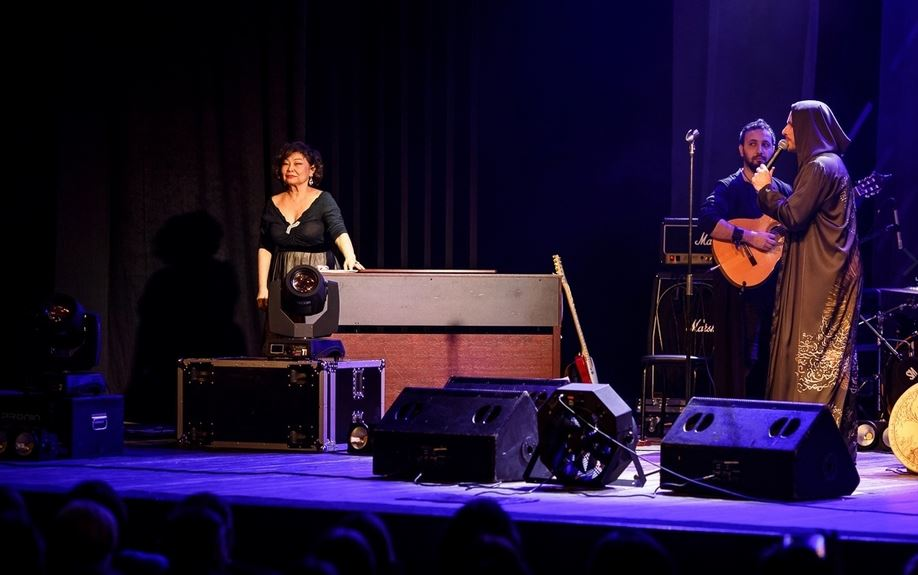
Татьяна Шалгинова аккомпанирует во время концерта GURUDE "Родина моя" в Абаканском Дворце Молодёжи (Абакан, 25.01.19)

Изданы фортепианные сборники для детей и юношества: «Солнечный чатхан», «Зимний До мажор», «Весенний Соль мажор», «Летний Ре мажор», «Театральная осень», «Танцующие эльфы» (24 вальса во всех тональностях), «Мир Наки». А также вокальные: «Вдаль зовущая музыка», «Только тебе…» (песни к театральным постановкам), "В лучах серебряного солнца" (музыка к спектаклю "Одураченный Хорхло" (А.М. Топанов). Издан сборник для хакасского народного духового инструмента хобраха "Песни ветра".
Сюита для симфонического оркестра «Солнечный чатхан», состоящая из пяти частей ("Дух воды", "Дух огня", "Солнечный чатхан", "Эрлик хан", "Колыбельная богини Умай") основана на традиционном мировоззрении хакасов – шаманизме. Сюита была восторженно приняты публикой на концертах, посвященных юбилею республики, 300-летию вхождения Хакасии в состав России. Сюита прозвучала на фестивале российского искусства в Каннах (2011). Сочинения Татьяны Шалгиновой ежегодно звучат на национальных праздниках «Тун пайрам», «Чыл пазы», «Уртун той», а также на региональных и международных музыкальных и театральных фестивалях и конкурсах.
Сочинения Татьяны Шалгиновой прочно вошли в репертуар музыкальных учебных заведений не только Хакасии, но и за её пределами. Юные дарования успешно исполняют, представляют свою малую родину на многих престижных конкурсах и фестивалях.
Композитор сотрудничает с творческими коллективами Республики Хакасия:
- Симфонический оркестр Хакасской республиканской филармонии им. В.Г. Чаптыкова [12]
- Концертный оркестр духовых инструментов города Абакана
- Телеканал РТС (короткометражный фильм "Колыбельная для Сталинграда"[13])
- Киностудия «Хакасфильм»
- Этно-рок группа «Иренек-хан»[14]
- Детские танцевальные и народные коллективы «Жарки», «Ынархас», «Айас» и др.
- Хакасский национальный театр драмы и этнической музыки «Читiген»
- Русский академический драматический театр им. М.Ю. Лермонтова
- Республиканский методический центр
- Детские музыкальные школы и школы искусств Республики Хакасия [15], Музыкальный колледж и Институт искусств Хакасского государственного университета им. Н.Ф. Катанова.
- Член жюри городских, республиканских, региональных, всероссийских и международных конкурсов [16]

С 2010 года Татьяна начала сотрудничать с Русланом Ивакиным (также известным как GURUDE). она написала музыку к вокально-инструментальному циклу на немецком языке «Heute Abend werd´ ich Wind sein» («Сегодня вечером я буду ветром»), а также песням «Ой, месяц холостой», «Соляр», «Степной мираж» и «Туганнар», которую исполняли дуэтом GURUDE и Батырхан Шукенов.
В 2009 Татьяна Шалгинова была принята в Союз композиторов России, а в 2010 стала председателем Хакасского регионального отделения. Под ее руководством был реализован ряд проектов:
- «Композиторы Хакасии о Хакасии» (серия благотворительных концертов для школьников)
- «Капли древнего дождя» (серия благотворительных концертов по республике)
- «Струны сердца» – инструментальная пьеса композиторов Хакасии (выпуск CD-диска)
- «Материнская земля» - конкурс электронных презентаций песен о Хакасии среди школьников республики и юга Красноярского края
- Дни Германии в республике Хакасии» – «От сердца к сердцу» [17]

## Награды
- Заслуженный деятель искусств Республики Хакасия (1998)
- Почетная Грамота Министерства культуры РФ (2010)
- Памятная медаль Международной организации ТЮРКСОЙ (2013)
- Народный артист Республики Хакасия (2015)[18]